# Goliath II
Goliath II ist ein US-amerikanischer animierter Kurzfilm von Wolfgang Reitherman aus dem Jahr 1960.

## Handlung
Goliath II ist ein junger Elefant, der kaum größer als ein Fußnagel seines Vaters Goliath I ist. Zwar ist der Kleine der ganze Stolz der Mutter, doch ist sein Vater enttäuscht, einen solchen Winzling als Sohn zu haben, wo im Elefantenreich doch Größe auch Bedeutung heißt. Längst hat zudem Tiger Raja Notiz von Goliath II genommen und jagt ihn, wollte er doch schon immer einmal einen Elefanten verspeisen. Meist muss Goliath II von seiner stets besorgten Mutter gerettet werden. Als der Kleine während einer Elefantenwanderung zurückbleibt, um Schnecken beim Kriechen zuzusehen, und in ein kleines Loch fällt, muss die gesamte Wanderung unterbrochen werden, die Elefanten laufen aufeinander auf und holen sich blaue Augen. Nur mit Mühe gelingt es der Mutter, ihren Sohn aus dem Loch zu holen. Zur Strafe muss er während der nächsten Rast in einem Vogelnest übernachten. Da ihn seine Mutter zudem als „Plage“ bezeichnet hat, verlässt Goliath II beleidigt die Herde, fürchtet sich vor Glühwürmchen und Fröschen und fällt bald Raja in die Hände. Die Elefantenmutter rettet ihren Sohn ein weiteres Mal, doch ist Goliath II nun ein Außenseiter in der Herde, weil er diese im Stich lassen wollte.
Die Wanderung der Elefanten geht weiter, bis auf einmal alle Elefanten panisch flüchten. Auf dem Weg sitzt eine Maus, die sich bedrohlich gibt. Nur Goliath II, der ebenfalls Mausgröße hat, ist unbeeindruckt. In sicherer Entfernung im Teich sitzend verfolgen die großen Elefanten, wie es zum Gerangel zwischen Elefant und Maus kommt und sich am Ende die Maus ergibt. Goliath II ist nun ein Held, wird wieder in die Herde aufgenommen und darf während der Wanderung auf dem Kopf seines Vaters sitzen.

## Produktion
Goliath II entstand 1959 und erlebte am 21. Januar 1960 seine Premiere. Es war der erste Animationsfilm, bei dem alle Vorzeichnungen mithilfe von Elektrofotografie auf das Zelluloid aufgetragen wurden. Disney stellte dieses Verfahren erst 1990 ein.

## Synchronisation
| Rolle              | Originalsprecher  |
| ------------------ | ----------------- |
| Goliath II         | Kevin Corcoran    |
| Goliaths II Mutter | Barbara Jo Allen  |
| Goliath I          | J. Pat O’Malley   |
| Raja               | Mel Blanc         |
| Maus               | Paul Frees        |
| Eloise             | Verna Felton      |
| Erzähler           | Sterling Holloway |

## Auszeichnungen
Goliath II wurde 1961 für einen Oscar in der Kategorie „Bester animierter Kurzfilm“ nominiert, konnte sich jedoch nicht gegen Munro durchsetzen.